# Distrito de Sierre
O Distrito  de Sierre é um dos 14 distritos do Cantão suíço de Valais, e que tem como capital a própria cidade de Sierre. Neste distrito do Valais, a língua oficial é o francês.
Segundo o censo de 2010, o distrito ocupa uma superfeicie de 418,5 km2, tem uma população total de 46 134 hab. o que faz uma densidade de 110,2 hab/km2. O semi-distrito é  constituído por 15 comunas .

## Imagens

Bandeira do Cantão do Valais
Armas de Sierre
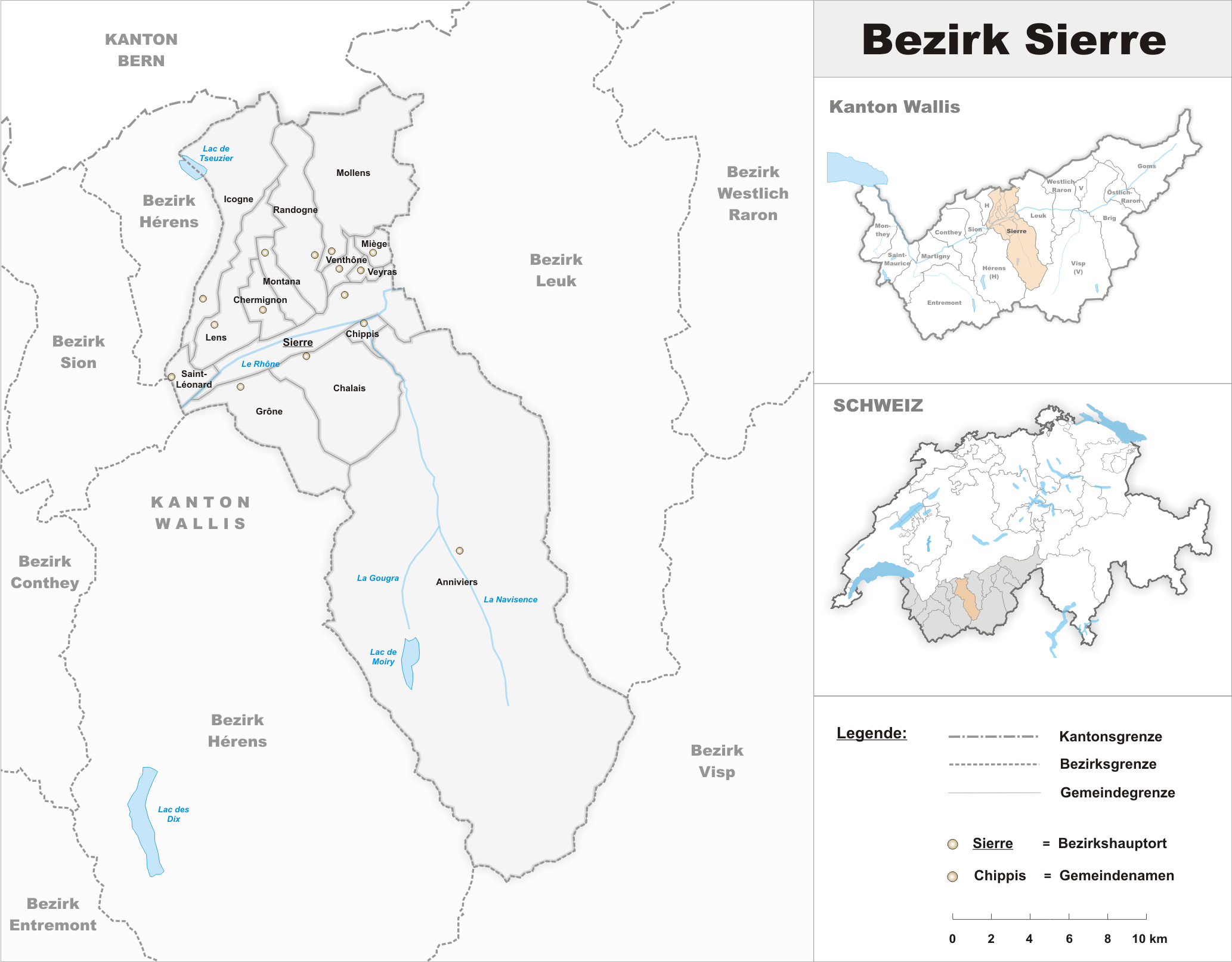
Distrito de Sierre

## Comunas
O distrito de Sierre e as suas 15 comunas:
| No OCS | De Annivers ... | No OCS  | ... a Veyraz  |
| ------ | --------------- | ------- | ------------- |
| 6252   | Anniviers       | 6242    | Mollens       |
| 6232   | Chalais         | 6243    | Montana       |
| 6234   | Chermignon      | 6244    | Randogne      |
| 6235   | Chippis         | 6246    | Saint-Léonard |
| 6238   | Grône           | 6248    | Sierre        |
| 6239   | Icogne          | 6249    | Venthône      |
| 6240   | Lens            | 6250    | Veyras        |
| 6241   | Miège           | 15 Com. |               |